# Éditions Dagorno
Dagorno, une maison d'édition indépendante française créée en 1993, publie des essais, des documents qui « s'attachent à porter un éclairage neuf et critique sur le monde contemporain. »
Elle appartient à la société Barham comme les éditions du Lézard et à L'Esprit frappeur. 

## Présentation
À sa création en 1993, cette maison annonce deux collections : l'une, intitulée Mort ou vif, est consacrée à des biographies romancées, et l'autre, nommée Combien de divisions ?, à des enquêtes politiques, au sens large : un ouvrage collectif sur le Sida d'Act-up est ainsi publié dans cette collection dès 1994,.
C'est une maison engagée nettement à gauche, anar, fonctionnant en partenariat avec la librairie Lady Long Solo, les éditions du Lézard, et l'Esprit Frappeur. On trouve entre autres à son catalogue la première édition des communiqués du sous-commandant Marcos, Ya Basta, sur la rébellion zapatiste au Mexique  ; La grande famine de Mao, de Jasper Becker, qui traite de la terrible famine qui a sévi en Chine pendant le Grand Bond en avant, de 1959 à 1962 ; La fin de Hongkong, chronique des négociations sino-britanniques par  Robert Cottrell, ancien correspondant à Hongkong du Financial Times et de The Independent ; Laogai, de Harry Wu, sur le système concentrationnaire chinois ; La nuit rwandaise, de Jean-Paul Gouteux, sur l'implication française dans le génocide des Tutsi du Rwanda ; France-Rwanda : les coulisses du génocide, de Vénuste Kayimahe, le témoignage d'un rescapé, technicien au centre culturel français de Kigali; Rwanda : le génocide, de Gérard Prunier.